# بوب هولت (عازف كمان)
بوب هولت (بالإنجليزية: Bob Holt)‏ هو عازف كمان ‏ أمريكي، ولد في نوفمبر 1930 في آفا في الولايات المتحدة، وتوفي في 19 مارس 2004.

## وصلات خارجية
- بوب هولت على موقع ميوزك برينز (الإنجليزية)